# Emmanuel Mounier
Emmanuel Mounier (Grenoble, 1 de abril de 1905 - París, 22 de marzo de 1950) fue un filósofo francés atento sobre todo a la problemática social y política. Fundador del personalismo comunitario y de la revista Esprit. 

## Biografía
Nacido en una familia de clase media, se complace Mounier en señalar que sus cuatro abuelos eran campesinos, curtidos por el trabajo y con el contacto con la Naturaleza, personas de alma sencilla, con sentimientos tan nobles como profundos. Se siente vinculado a esa trayectoria hereditaria, y anudará siempre Mounier vida y pensamiento, escritos y acción social en su propia persona, considerándose militante de ideas trasformadoras como el labrador que siembra y cultiva. «Ante el espantoso espíritu de los serios, siento que un abuelo reacciona en mí, su salud circula por mis arterias, el aire de los campos me purifica los pulmones, y doy gracias», escribió, antes de su muerte, a un amigo. Un tono triste invadió su personalidad desde niño. Pudiera atribuirse a su casi ceguera total de un ojo, ya de nacimiento, pero agravada posteriormente. Debe añadirse su deficiente audición, que ha contribuido a su tendencia a la introversión y a un cierto aislamiento. Sin embargo, fue siempre un compañero generoso y cordial.
Terminado su bachillerato en Grenoble, se marcha a París a estudiar medicina, por iniciativa de sus padres. Después de dos años, abandona la carrera para seguir su vocación auténtica de filósofo. Su maestro primordial fue el pensador católico Jacques Chevalier. Terminada la carrera de filosofía, Mounier fue encargado de cátedra en la Universidad. Como influencia decisiva cuenta Péguy y figuran como amigos entrañables Georges Barthélemy, Jean Guitton y Maritain. El proyecto de tesis doctoral apuntó primero al tema de la mística española e hizo un viaje a España en la primavera de 1930; y, por último, la proyectó sobre el Pensamiento de Charles Péguy (1931). Para realizar una acción intelectual de la máxima eficacia, se propone crear una revista de largo alcance. Esta idea madura en colaboración con Georges Izard y André Déléage. En 1930 tiene en la mente el título de «Matiere», pero se decide por «Esprit». El primer número de «Esprit» se publica en octubre de 1932. Es un momento dilemático, porque supone un cierto progresismo cristiano, que suscita algunas oposiciones. En su causa militan pensadores de distinta ideología: Izard, Déléage, Jean Lacroix, Berdiaeff, etc. Maritain y François Mauriac se distancian en cambio de ella. El arzobispo de París exige un informe sobre el contenido de la revista. En 1936 se habla de una condena de Roma, pero ésta no se produce. Se había casado en 1938. El régimen de Vichy le prohíbe publicar la revista el 25 de agosto de 1941. Es encarcelado el 21 de enero de 1942; consigue la libertad provisional, el 21 de febrero; de julio a octubre, de nuevo en prisión. Tras una huelga de hambre se celebró el proceso contra él del 19 al 26 de octubre, en el que fue absuelto. En diciembre de 1945 reanuda una nueva etapa de «Esprit». Su muerte fue debida a una crisis cardiaca, a los 44 años de edad.

## Obras
Sus obras reflejan cada una de ellas un momento de su trayectoria filosófica y de su compromiso vital: La pensée de Charles Péguy, 1941; Révolution personnaliste et communautaire, 1935; De la propriété capitaliste á la propriété humaine, 1936; Manifeste au service du personnalisme, 1936 (Manifiesto al servicio del personalismo, Buenos Aires 1965); L'affrontement chrétien, 1944 (El afrontamiento cristiano, México 1964); Montalembert (1945); Pacifistes ou bellicistes? 1946; Liberté sous conditions, 1946 (una parte traducida como Personalismo católico), México 1940; Traité du caractére, 1946; Introducción aux existentialismes, 1946 (Introducción a los existencialismos), Madrid 1949; Qu'est-ce que le personnalisme? (¿Qué es el personalismo?, 1947, Buenos Aires 1956); L'éveil de l'Afrique noir (El despertar de África negra), 1948; La petite peur du XXe siécle, 1948 (El miedo del siglo XX, Madrid 1957); Le personnalisme (El personalismo), 1949; Feu la Chrétienté, 1951 (Fe cristiana y civilización, Madrid 1958); El compromiso de la acción (extractos), Madrid 1967. Una edición completa de sus obras, con amplias notas e índices, es Oeuvres complétes, 4 vol., París 1961-63.
Mounier difundió en sus obras el personalismo comunitario. Esa filosofía de la vida pone a la persona en comunidad como centro de todo. Las siguientes afirmaciones dan una idea de su pensamiento:
- La vida personal comienza con la capacidad de romper el contacto con el medio, de recuperarse para unificarse.
- Actuaremos, por lo menos, por lo que somos más que por lo que haremos o diremos.
- Nuestra acción no está esencialmente orientada al éxito sino al testimonio.

## Dimensiones de la persona: personalismo y transpersonalismo
Siempre distinguió Mounier entre filosofía y sistema: el personalismo es una filosofía, pero no es un sistema, porque siempre está abierto a la penetración en la intimidad y misterio de la persona humana. Su autodefinición es esta: «su afirmación central es la existencia de personas libres y creadoras; introduce en el corazón de estas estructuras un principio de imprevisibilidad que disloca toda voluntad de sistematización definitiva» (El personalismo). En el personalismo de Mounier está implícita una metafísica de la persona, de los valores, de la historia, del conocimiento y del ser (Paul Ricoeur); es una postura eticometafísica: rehusar el modernismo y desprenderse del integrismo; superar el materialismo exteriorizante y el espiritualismo cerrado. Estudia a la persona en escorzo: 1) como vocación (dimensión espiritual hacia lo universal), 2) encarnación (dimensión espiritual hacia abajo), 3) comunión (dimensión espiritual hacia lo ancho). La persona trasciende mi individualidad, mi conciencia y mi personalidad: persona y comunidad son complementarios dentro de la dialéctica del amor («existir es amar»).
El personalismo de Mounier, también llamado personalismo comunitario, no es un sistema ni una doctrina. Es una «matriz filosófica» sugiere Domenach, exdirector de  Esprit . Es, propone Guy Coq, «un lugar de encuentro en torno a algunos puntos de apoyo, donde cristianos, musulmanes, agnósticos, judíos e incrédulos se pueden encontrar en una reflexión sobre el mundo que tenemos que construir». A pesar de que es su fe cristiana que lo inspira él no tiene intención de hacer un trabajo confesional.  Esprit  por lo tanto no será una revista católica, pero sí una revista donde creyentes y no creyentes se frecuentan, discuten y se expresan. Quiere crear una fraternidad basada en un conjunto de valores comunes y en un método que favorezca la discusión y la pluralidad de puntos de vista.

## Bibliografía

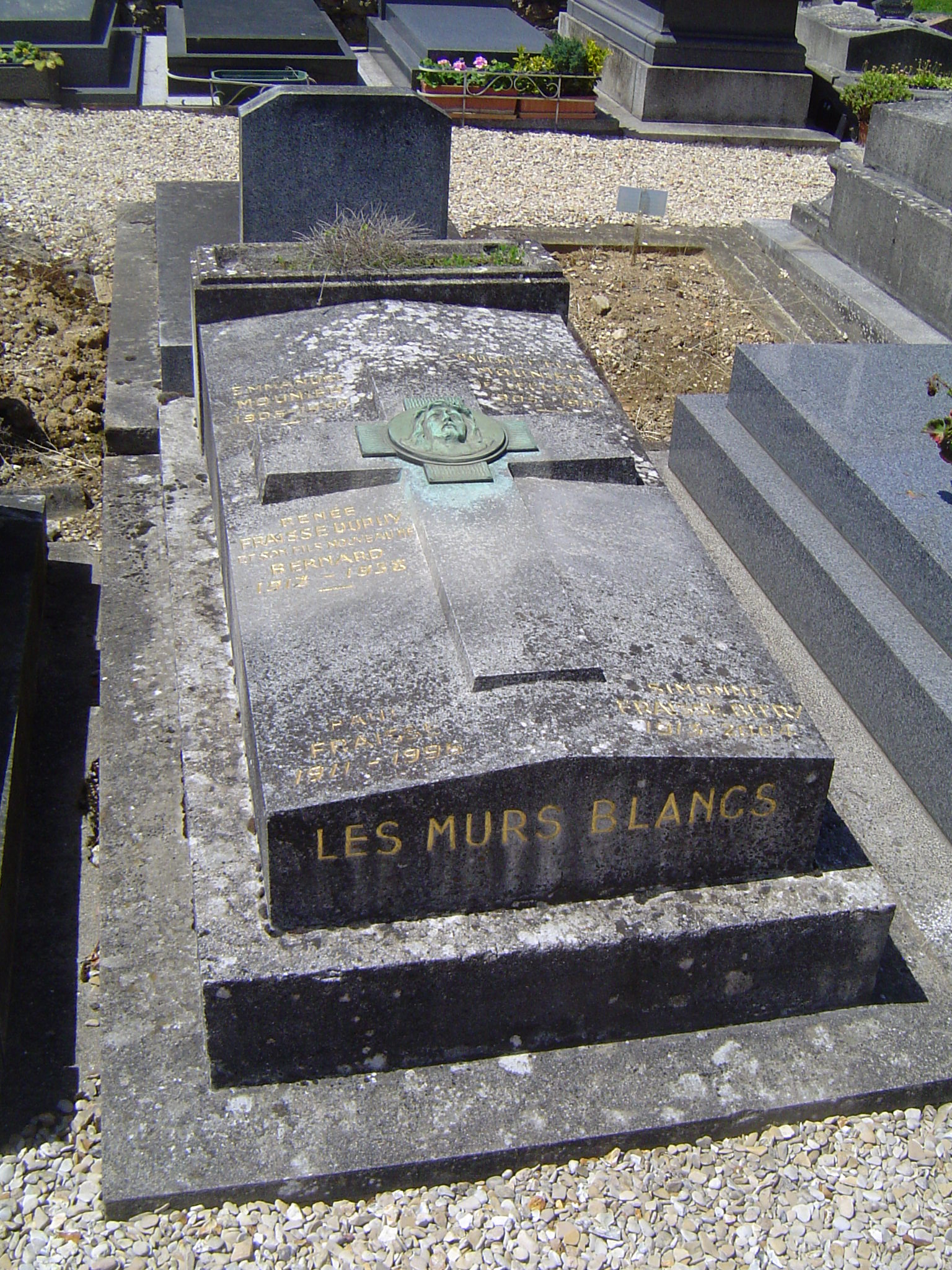
Tumba en Châtenay-Malabry.